# Willy Roy
Willy Roy (nacido el 8 de febrero de 1943 en Treuberg, Alemania) es un exfutbolista y entrenador estadounidense nacido en Alemania. Jugó como delantero.
Se desarrolló profesionalmente en la National Professional Soccer League y en la North American Soccer League, donde jugó cuatro clubes. Como entrenador dirigió dos equipos, destacando su exitoso período con el Chicago Sting con dos campeonatos de la NASL.
Actualmente figura como miembro de la National Soccer Hall of Fame.

## Selección nacional
Roy jugó 20 partidos y marcó 9 goles en la selección estadounidense. Su primer encuentro fue en la derrota 0-2 frente a México, válido por las clasificatorias para el Mundial de 1966.

## Clubes

### Como jugador
| Club              | País           | Año         |
| ----------------- | -------------- | ----------- |
| Hansa Chicago     | Estados Unidos | 1964 - 1967 |
| Chicago Spurs     | Estados Unidos | 1967 - 1968 |
| Kansas City Spurs | Estados Unidos | 1968        |
| Saint Louis Stars | Estados Unidos | 1971 - 1974 |
| Chicago Sting     | Estados Unidos | 1975        |

### Como entrenador
| Club                              | País           | Año         |
| --------------------------------- | -------------- | ----------- |
| Chicago Sting                     | Estados Unidos | 1977 - 1986 |
| Universidad del Norte de Illinois | Estados Unidos | 1987 - 2002 |